# Harold Johns
Harold Elford Johns (* 4. Juli 1915 in Chengdu, China; † 23. August 1998 in Kingston, Ontario) war ein kanadischer Medizinphysiker und Pionier der Strahlentherapie.

## Leben
Johns wurde in China geboren, wo seine Eltern – Alfred und Myrtle Johns – als presbyterianische beziehungsweise methodistische Missionare und Lehrkräfte tätig waren. Sein Vater war Professor für Mathematik an der West China Union University (Sichuan-Universität). Als die Lage in China zu gefährlich wurde, kehrte die Familie 1926 oder 1927 nach Nordamerika zurück, zunächst nach Tacoma, Washington, dann nach Brandon, Manitoba, und schließlich nach Hamilton, Ontario.
Johns erwarb 1936 an der McMaster University in Hamilton einen Bachelor in Physik und an der University of Toronto 1937 einen Master und 1939 einen PhD in Tieftemperaturphysik. Die Arbeit brachte ihm ein Forschungsstipendium nach Cambridge ein, das er aufgrund des Ausbruchs des Zweiten Weltkriegs nicht wahrnehmen konnte. Stattdessen ging Johns an die University of Alberta und arbeitete zusätzlich als Lehrer für Physik und Mathematik sowie praktische Anwendung von Radar und Funknavigation in der Ausbildung der Piloten der Royal Canadian Air Force. Außerdem führte er mit einer ausrangierten Röntgenröhre beziehungsweise Radium-Nadeln Materialprüfungen (Durchstrahlungsprüfung) an Flugzeugen durch.
1945 oder 1946 erhielt Johns an der University of Saskatchewan in Saskatoon eine Stelle als Assistant Professor bei Ertle Harrington und als Physiker für die Saskatchewan Cancer Commission, wo er erstmals das Gebiet der Medizinphysik in Kanada etablierte. 1948 sorgte er hier für den sicheren Betrieb des ersten Betatron in Kanada und war 1951 führend an der Entwicklung der Kobaltkanone beteiligt. 1956 übernahm Johns die Leitung der Abteilung für Physik am Ontario Cancer Institute. 1958 wurde er Professor und Leiter der Abteilung für Biophysik an der University of Toronto. 1980 ging er in den Ruhestand.
Harold Johns war mit Sybil Johns, geb. Hawkins, verheiratet. Das Paar hatte drei Töchter.

## Wirken
Johns gilt als Pionier der Entwicklung der Kobaltkanone und anderer Formen hochenergetischer Strahlentherapie, mit denen erstmals bösartige Tumore in der Tiefe des Körpers erfolgreich bestrahlt werden konnten. Er hat zahlreiche Beiträge zu Forschung und Lehre auf dem Gebiet der klinischen Physik und Biophysik geleistet. Sein Lehrbuch The Physics of Radiology erschien zwischen 1961 und 1983 in vier Auflagen und wurde in mehrere Sprachen übersetzt, darunter Chinesisch.
Johns hatte Einfluss auf die Entwicklung der ersten Computertomographen, der Sonografie, der Magnetresonanztomographie und der Mammographie. Er veröffentlichte wichtige Arbeiten zur Schädigung der DNA durch Ultraviolettstrahlung. Er forschte zur Bestimmung der notwendigen Strahlendosis zur Behandlung verschiedener Krebsarten und zur Messung der Strahlendosis unter der Therapie.
Johns veröffentlichte mehr als 200 Peer-reviewte Arbeiten und betreute mehr als 100 Doktoranden und Postdoktoranden.

## Auszeichnungen (Auswahl)
- 1951 Mitglied der Royal Society of Canada[1]
- 1953 Roentgen Award des British Institute of Radiology
- 1971 Henry Marshall Tory Medal der Royal Society of Canada[2]
- 1973 Gairdner Foundation International Award[3]
- 1977 Officer des Order of Canada[4]
- 1980 Gold Medal des American College of Radiology
- 1982 R.M. Taylor Award der Canadian Cancer Society
- 1985 W.B. Lewis Award der Canadian Nuclear Society
- 1998 (posthum) Aufnahme in die Canadian Science and Engineering Hall of Fame[5]
- 1998 (posthum) Aufnahme in die Canadian Medical Hall of Fame[6]

Die University of Western Ontario in London (Ontario) vergibt einen Harold E. Johns Award for biomedical research.

## Schriften (Auswahl)
- The Physics of Radiation Therapy. 1953
- The Physics of Radiology. 1961